# Perimeceta
Perimeceta és un gènere d'arnes de la família Crambidae.

## Taxonomia
- Perimeceta incrustalis (Snellen, 1895)
- Perimeceta leucoselene (Hampson, 1919)
- Perimeceta leucosticta (Hampson, 1919)
- Perimeceta niphotypa Turner, 1915